# Liménas (Thasos)
Liménas, en grec moderne : Λιμένας, également appelée Thasos (Θάσος), est une ville sur l'île de Thasos, en Macédoine-Orientale-et-Thrace, Grèce. Elle est le siège du dème de Thasos.
Selon le recensement de 2011, la population de la ville compte 3 224 habitants.